# Thamy Ventorin
Thamy Caretta Ventorim (Vitória, 27 de agosto de 1987) é uma nadadora brasileira.

## Trajetória esportiva
Em 2009 bateu o recorde sul-americano dos 200 metros peito em piscina curta, com a marca de 2m28s62.
Integrou a delegação nacional que disputou os Jogos Pan-Americanos de 2011 em Guadalajara, no México, ganhando a medalha de prata nos 4x200 metros livre por participar das eliminatórias da prova. Também ficou em 12º lugar nos 200 metros peito.

### Recordes
Thamy é a ex-detentora dos seguintes recordes:
Piscina semi-olímpica (25 metros)
- Ex-recordista sul-americana dos 200 metros peito: 2m28s62, tempo obtido em 29 de julho de 2009[3]